# Schweizer Fussball-Regionalcups 2017/18
Die 13 regionalen Fussballverbände der Schweiz, die dem Schweizerischen Fussballverband (SFV) angegliedert sind tragen jährlich einen jeweils regionalen Cupwettbewerb aus. Teilnahmeberechtigt sind theoretisch alle Vereine von der sechstklassigen 2. Liga bis hin zur 5. Liga, der neunten und untersten Liga im Schweizerischen Spielbetrieb, es darf jedoch nur maximal ein Team eines Vereins teilnehmen.
Die 13 Sieger der Cups sind dabei für die 1. Hauptrunde des Schweizer Cups qualifiziert. Gewinnt eine 2. Mannschaft eines Vereins den regionalen Cup, so geht das Startrecht für den Schweizer Cup an die 1. Mannschaft über. Die drei grössten Verbände, der Fussballverband Bern/Jura, Fussballverband Region Zürich und der Ostschweizer Fussballverband entsenden zwei Teams in die 1. Hauptrunde. Aus dem Fussballverband Bern/Jura ist je nach Konstellation zusätzlich der Finalist oder wenn der Sieger im Halbfinal aus dem Untergeordneten Fussballverband Jura ist qualifiziert. Aus dem Fussballverband Region Zürich nimmt der Sieger der Fairplay-Wertung zusätzlich teil, dieses Jahr der FC Meilen. Im Ostschweizer Fussballverband ist zusätzlich der Finalist qualifiziert. Als klassenniedrigster Teilnehmer geht der FC Erde (4. Liga) in der ersten Cup-Runde an den Start. Der Klub aus dem Kanton Wallis ergatterte sich seinen Startplatz durch den Gewinn der SFV-Suva Fairplay-Trophy 2017/18.
In der Spielzeit 2017/18 wurden so die regionalen Cupsieger und Teilnehmer des Schweizer Cups der Saison 2018/19 erkoren (die fett markierten 17 Teams).
| Regionale Cupfinals der Saison 2017/18 | Regionale Cupfinals der Saison 2017/18      | Regionale Cupfinals der Saison 2017/18 | Regionale Cupfinals der Saison 2017/18 | Regionale Cupfinals der Saison 2017/18  | Regionale Cupfinals der Saison 2017/18  |
| Datum                                  | Verband                                     | Austragungsort                         | Heimmannschaft                         | Ergebnis                                | Gastmannschaft                          |
| -------------------------------------- | ------------------------------------------- | -------------------------------------- | -------------------------------------- | --------------------------------------- | --------------------------------------- |
| 10.05.2018                             | Aargauischer Fussballverband                | Frick                                  | FC Klingnau (2. L)                     | 4:2                                     | FC Suhr (2. L)                          |
| 16.06.2018                             | Fussballverband Bern/Jura                   | Zollikofen                             | FC Langnau (3. L)                      | 5:4 n. P. 0:0 n. V.                     | FC Nidau (2. L)                         |
| 19.05.2018                             | Innerschweizerischer Fussballverband        | Willisau                               | FC Willisau (2. L)                     | 3:2 n. V., 2:2                          | FC Sins (2. L)                          |
| 16.06.2018                             | Fussballverband Nordwestschweiz             | Möhlin                                 | FC Aesch (2. L)                        | 2:4                                     | FC Concordia Basel (2. L)               |
| 21.05.2018                             | Ostschweizer Fussballverband                | Flawil                                 | FC Amriswil (2. L)                     | 6:0                                     | FC Montlingen (2. L)                    |
| 10.05.2018                             | Solothurner Fussballverband                 | Biberist                               | SC Fulenbach (2. L)                    | 2:4                                     | FC Bellach (2. L)                       |
| 23.06.2018                             | Fussballverband Region Zürich               | Kloten                                 | FC Embrach (3. L)                      | 2:5 n. P. 1:1 n. V., 1:1                | FC Greifensee (2. L)                    |
| 23.06.2018                             | Fussballverband Region Zürich               |                                        | FC Meilen (3. L)                       | FVRZ-Fairplay-Sieger                    | FVRZ-Fairplay-Sieger                    |
| 30.05.2018                             | Federazione ticinese di calcio              | Cadempino                              | AC Taverne 2 (3. L)                    | 3:5 n. P. 1:1 n. V., 1:1                | AC Malcantone (2. L)                    |
| 30.05.2018                             | Freiburger Fussballverband                  | Billens                                | FC Plaffeien (2. L)                    | 1:2                                     | FC Ueberstorf (2. L)                    |
| 31.05.2018                             | Association cantonale genevoise de football | Lancy                                  | FC Grand-Saconnex (3. L)               | 2:1                                     | FC Lancy 2 (3. L)                       |
| 06.06.2018                             | Association neuchâteloise de football       | Neuenburg                              | Le Locle Sports (2. L)                 | 0:2                                     | FC Fleurier (2. L)                      |
| 10.05.2018                             | Association cantonale vaudoise de football  | Rances                                 | FC Gland (2. L)                        | 4:3 n. P. 1:1 n. V., 1:1                | Yverdon-Sport FC 2 (3. L)               |
| 09.05.2018                             | Walliser Fussballverband                    | Lens                                   | FC Visp (2. L)                         | 2:5                                     | FC Bramois (2. L)                       |
| 09.05.2018                             | Walliser Fussballverband                    |                                        | FC Erde (4. L)                         | SFV-Suva Fairplay-Trophy 2017/18-Sieger | SFV-Suva Fairplay-Trophy 2017/18-Sieger |

| Kennzeichnung der Ligen | Kennzeichnung der Ligen               |
| ----------------------- | ------------------------------------- |
| (2. LI)                 | 2. Liga interregional (Spielklasse 5) |
| (2. L)                  | 2. Liga (Spielklasse 6)               |
| (3. L)                  | 3. Liga (Spielklasse 7)               |
| (4. L)                  | 4. Liga (Spielklasse 8)               |
| (5. L)                  | 5. Liga (Spielklasse 9)               |